# Здзіслав Кавецький
Здзіслав Кавецький (пол. Zdzisław Kawecki, 21 травня 1902 — 1940) — польський вершник.
Срібний призер Олімпійських Ігор 1936 року в командному триборстві.